# بوب غاريتسون
بوب غاريتسون (بالإنجليزية: Bob Garretson)‏ هو مهندس وسائق سباقات أمريكي، ولد في 8 سبتمبر 1933.

## روابط خارجية
- بوب غاريتسون على موقع DriverDB.com (الإنجليزية)